# Vert-en-Drouais
Vert-en-Drouais és un municipi francès, situat al departament de l'Eure i Loir i a la regió de Centre – Vall del Loira. L'any 2007 tenia 1.054 habitants.

## Demografia

### Població
El 2007 la població de fet de Vert-en-Drouais era de 1.054 persones. Hi havia 386 famílies, de les quals 76 eren unipersonals (24 homes vivint sols i 52 dones vivint soles), 141 parelles sense fills, 149 parelles amb fills i 20 famílies monoparentals amb fills.
La població ha evolucionat segons el següent gràfic:
Habitants censats

### Habitatges
El 2007 hi havia 467 habitatges, 403 eren l'habitatge principal de la família, 50 eren segones residències i 14 estaven desocupats. 446 eren cases i 8 eren apartaments. Dels 403 habitatges principals, 371 estaven ocupats pels seus propietaris, 24 estaven llogats i ocupats pels llogaters i 8 estaven cedits a títol gratuït; 18 tenien dues cambres, 77 en tenien tres, 112 en tenien quatre i 196 en tenien cinc o més. 261 habitatges disposaven pel capbaix d'una plaça de pàrquing. A 155 habitatges hi havia un automòbil i a 223 n'hi havia dos o més.

### Piràmide de població
La piràmide de població per edats i sexe el 2009 era:
| Homes | Edats   | Dones |
| ----- | ------- | ----- |
| 0     | 95 o +  | 0     |
| 0     | 90 a 94 | 4     |
| 0     | 85 a 89 | 0     |
| 4     | 80 a 84 | 8     |
| 8     | 75 a 79 | 20    |
| 12    | 70 a 74 | 16    |
| 36    | 65 a 69 | 28    |
| 32    | 60 a 64 | 12    |
| 12    | 55 a 59 | 28    |
| 60    | 50 a 54 | 52    |
| 48    | 45 a 49 | 64    |
| 28    | 40 a 44 | 32    |
| 36    | 35 a 39 | 28    |
| 40    | 30 a 34 | 36    |
| 32    | 25 a 29 | 24    |
| 12    | 20 a 24 | 24    |
| 48    | 15 a 19 | 40    |
| 44    | 10 a 14 | 20    |
| 32    | 5 a 9   | 24    |
| 36    | 0 a 4   | 28    |

## Economia
El 2007 la població en edat de treballar era de 722 persones, 550 eren actives i 172 eren inactives. De les 550 persones actives 501 estaven ocupades (266 homes i 235 dones) i 49 estaven aturades (22 homes i 27 dones). De les 172 persones inactives 67 estaven jubilades, 55 estaven estudiant i 50 estaven classificades com a «altres inactius».

### Ingressos
El 2009 a Vert-en-Drouais hi havia 409 unitats fiscals que integraven 1.074 persones, la mediana anual d'ingressos fiscals per persona era de 21.185 €.

### Activitats econòmiques
Dels 35 establiments que hi havia el 2007, 3 eren d'empreses extractives, 5 d'empreses de fabricació d'altres productes industrials, 8 d'empreses de construcció, 10 d'empreses de comerç i reparació d'automòbils, 1 d'una empresa de transport, 4 d'empreses d'hostatgeria i restauració, 1 d'una empresa d'informació i comunicació, 1 d'una empresa immobiliària i 2 d'empreses de serveis.
Dels 6 establiments de servei als particulars que hi havia el 2009, 1 era un taller de reparació d'automòbils i de material agrícola, 2 paletes, 1 guixaire pintor, 1 lampisteria i 1 restaurant.
L'any 2000 a Vert-en-Drouais hi havia 7 explotacions agrícoles que ocupaven un total de 330 hectàrees.

## Equipaments sanitaris i escolars
El 2009 hi havia una escola elemental.

## Poblacions més properes
El següent diagrama mostra les poblacions més properes.